# Dewey Riley
Dwight "Dewey" Riley är en fiktiv karaktär i filmserien Scream. Dewey dyker först upp som en klumpig polisassistent i Scream (1996), där han gör sitt bästa för att hantera den första mordmassakern i den fiktiva hemstaden Woodsboro. Han skapades av Kevin Williamson och porträtteras av David Arquette. Dewey är en slags "comic relief"-karaktär och är känd för sin älskvärda personlighet, sitt mod och sin uppfinningsrikedom. Från början var det tänkt att Arquette skulle göra audition för rollen som Billy Loomis (spelad av Skeet Ulrich), men bad vid detta tillfälle filmregissören Wes Craven att istället få spela rollen som Dewey, vilket Craven således gick med på.
Dewey skulle egentligen ha blivit dödad i den första Scream-filmen från 1996, men fick pågrund av ett sista minuten-beslut hållas vid liv, något som Wes Craven ansåg vara det bästa beslutet någonsin. Trots sin klumpighet och inledande brist på erfarenhet, visar Dewey ett genuint engagemang för att lösa morden som plågar Woodsboro, och arbetar ofta sida vid sida med sitt kärleksintresse (senare fru och exfru) Gale Weathers (Courteney Cox). Han blev senare en broderfigur till Sidney Prescott (Neve Campbell). Karaktären var en stor fanfavorit och medverkade fram till den femte filmen (2022), där han till fansens stora chock blev mördad i ett försök att göra slut på Ghostface, genom att skjuta honom eller henne i huvudet.